# Angelli Nesma Medina
Angelli Nesma Medina es una productora mexicana de telenovelas. Ha realizado toda su carrera en Televisa.

## Biografía
Sus inicios fueron en diferentes producciones del productor Valentín Pimstein en la década de los 80's.
Fue en 1993 cuando recibe su primera oportunidad de producir Entre la vida y la muerte, una historia original, teniendo como protagonistas a Leticia Calderón, Sebastián Ligarde y Fernando Ciangherotti.
Produce en 1995 María la del barrio, dirigida por la señora Beatriz Sheridan, protagonizada por Thalia y Fernando Colunga, bajo la supervisión de Valentín Pimstein después produce Mi querida Isabel (1996).
En 1997 produce Sin ti, posteriormente Camila (1998) y Por tu amor (1999) protagonizada por Gabriela Spanic, Por un beso (2000) y Niña amada mía (2003), en 2004 Apuesta por un amor– todas ellas adaptaciones están escritos por la escritora Gabriela Ortigoza, y Amar sin límites en 2006.
En 2007 produce Al diablo con los guapos
En 2010 y 2011, produjo Llena de amor.
En 2012 produce Abismo de pasión para Televisa y protagonizada por David Zepeda y  Angelique Boyer.
En 2013 produce Lo que la vida me robó para Televisa, ambientada a la época contemporánea, y protagonizada por Angelique Boyer, Sebastián Rulli, Luis Roberto Guzmán y Daniela Castro.
En 2015 produce Que te perdone Dios, protagonizada por Zuria Vega y Mark Tacher.
En 2016 produce Tres veces Ana protagonizada por Angelique Boyer, Sebastián Rulli y David Zepeda.
En 2017 produce Me declaro culpable, adaptación de la telenovela argentina Por amarte así, protagonizada por Mayrín Villanueva y Juan Soler.
En 2022 regresa a las telenovelas a producir Amor dividido, una nueva versión de la telenovela protagonizada colombiana Allá te espero, teniendo como protagonistas a Eva Cedeño, Andrés Palacios, Gabriel Soto, Irina Baeva y Arturo Peniche.
En 2024 produjo la telenovela Tu vida es mi vida, adaptación de la telenovela chilena Amar a morir, protagonizada por Susana González y Valentino Lanús, siendo esta su última telenovela.
Tras finalizar las grabaciones de Tu vida es mi vida, anunció su retiro de la producción de telenovelas tras 54 años de trayectoria.

## Trayectoria

### Productora ejecutiva
- Entre la vida y la muerte (1993)
- María la del barrio (1995/96)
- Mi querida Isabel (1996/97)
- Sin ti (1997/98)
- Camila (1998)
- Por tu amor (1999)
- Por un beso (2000/01)
- Niña amada mía (2003)
- Apuesta por un amor (2004/05)
- Amar sin límites (2006/07)
- Al diablo con los guapos (2007/08)
- Un gancho al corazón (2008/09)
- Llena de amor (2010/11)
- Abismo de pasión (2012)
- Lo que la vida me robó (2013/14)[13]
- Que te perdone Dios (2015)[14][15]
- Tres veces Ana (2016)
- Me declaro culpable (2017/18)
- Amor dividido (2022)
- Tu vida es mi vida (2024)

### Productora asociada
- Primera parte de Carrusel (1989/90)
- Mi pequeña Soledad (1990)

### Coordinadora de producción
- Segunda parte de Los ricos también lloran (1979/80)
- Colorina (1980)
- Segunda parte de El hogar que yo robé (1981)
- Vanessa (1982)
- Chispita (1982/83)
- Amalia Batista (1983/84)
- Los años felices (1984/85)
- Los años pasan (1985)
- Vivir un poco (1985/86)
- Monte Calvario (1986)
- Rosa salvaje (1987/88)

### Asistente de producción
- Viviana (1978/79)
- Primera parte de Los ricos también lloran (1979/80)

## Premios y nominaciones

### Premios TVyNovelas
| Año  | Categoría        | Telenovela               | Resultado |
| ---- | ---------------- | ------------------------ | --------- |
| 2003 | Mejor telenovela | Niña amada mía           | Nominada  |
| 2005 | Mejor telenovela | Apuesta por un amor      | Nominada  |
| 2009 | Mejor telenovela | Al diablo con los guapos | Nominada  |
| 2011 | Mejor telenovela | Llena de amor            | Nominada  |
| 2013 | Mejor telenovela | Abismo de pasión         | Nominada  |
| 2015 | Mejor telenovela | Lo que la vida me robó   | Nominada  |
| 2017 | Mejor reparto    | Tres veces Ana           | Nominada  |
| 2018 | Mejor telenovela | Me declaro culpable      | Nominada  |

- Premio especial a la telenovela de mayor rating - María la del barrio (1996)
- Favoritos del público: Novela favorita - Abismo de pasión (2013)

### Premios Bravo
| Año  | Categoría        | Telenovela       | Resultado |
| ---- | ---------------- | ---------------- | --------- |
| 2013 | Mejor telenovela | Abismo de pasión | Ganadora  |

### Copa Televisa
| Año  | Categoría        | Telenovela             | Resultado |
| ---- | ---------------- | ---------------------- | --------- |
| 2014 | Mejor telenovela | Lo que la vida me robó | Ganadora  |

### Premios People en Español
| Categoría          | Nominado(a)            | Resultado |
| ------------------ | ---------------------- | --------- |
| Telenovela del año | Lo que la vida me robó | Ganadora  |

### TV Adicto Golden Awards
| Año  | Categoría                     | Telenovela             | Resultado |
| ---- | ----------------------------- | ---------------------- | --------- |
| 2012 | Mejores locaciones nacionales | Abismo de pasión       | Ganador   |
| 2013 | Mejor escenografía y utilería | Lo que la vida me robó | Ganadora  |

### Premios TVGrama2008
| Categoría                   | Nominado                 | Resultado |
| --------------------------- | ------------------------ | --------- |
| Mejor telenovela extranjera | Al diablo con los guapos | Ganadora  |